# Lützow (1939)
«Лютцов» — пятый и последний тяжёлый крейсер типа «Адмирал Хиппер», планировавшийся к принятию на вооружение Кригсмарине. Назван в честь прусского генерала Адольфа фон Лютцова.
Заложен в 1937 году, спущен на воду в 1939 году. В феврале 1940 года недостроенный корабль был продан Советскому Союзу, где получил название «Петропавловск», в августе 1941 года в условно боеготовом состоянии включён в состав ВМФ СССР. Участвовал в обороне Ленинграда от немецких войск.
В сентябре 1944 года переименован в «Таллин», в 1953 году — «Днепр», в 1956 году — «ПКЗ-112». Достройка его закончена не была, в 1958 году корабль исключён из списков советского флота, а в 1959—1960 годах разобран на металлолом.

## История создания и особенности конструкции
В июне 1936 года произошло утверждение начала постройки двух дополнительных больших крейсеров, аналогичных первым трём единицам типа «Адмирал Хиппер», но вооружённых 12-ю 150-мм орудиями. Это был политический шаг, призванный продемонстрировать стремление Германии к нахождению в рамках правового поля международных морских договоров. В июле последовал заказ как на сами корабли, так и на башни и орудия к ним.

Конструкции оснований башен ГК были спроектированы согласно специальному требованию с диаметром, аналогичным таковому для 203-мм артустановок первых трёх кораблей типа «Хиппер». Особым требованием предлагалось спроектировать основания башен таким образом, чтобы они имели тот же диаметр, что и двухорудийные 203-мм установки тяжёлых крейсеров. Это делалось для того, чтобы при необходимости можно было быстро провести перевооружение крейсера на 203-мм орудия. Но уже в 1937 году крейсера, получившие литерные обозначения «К» и «L», было решено строить в качестве тяжёлых, изначально с 203-мм артиллерией.

## Строительство
Пятый, и последний крейсер типа «Адмирал Хиппер» был заложен 2 августа 1937 года на верфи фирмы DeSchiMAG в Бремене, где уже находился в постройке его собрат «Зейдлиц». При постройке корабль имел литерное обозначение «L», при спуске на воду 1 июля 1939 года получил имя «Лютцов». До этого это же имя в германском флоте носил линейный крейсер типа «Дерфлингер», погибший в ходе Ютландского сражения 31 мая 1916 года. Оба корабля были названы в честь Адольфа фон Лютцова — немецкого национального героя, барона, возглавившего партизанскую войну в тылу войск Наполеона, оккупировавшего Германию. После спуска корабля на воду его достройка замедлилась, причиной чему послужил недостаток рабочей силы и некоторые сбои в германской промышленности. В частности, с большими задержками поступили лопатки для турбин, что замедлило установку всех главных механизмов. После заключения Пакта о ненападении между Германией и СССР 23 августа 1939 года, активизировалось военно-техническое сотрудничество двух стран. СССР поставлял в Германию много сырья и продовольствия, в обмен же желал получить образцы новейшей военной техники. 11 февраля 1940 года крейсер «Лютцов», будучи в недостроенном состоянии (корабль был закончен по верхнюю палубу, имел часть надстроек и мостика, а также две нижние башни главного калибра с орудиями, установленными только в носовой из них), был продан Советскому Союзу за 104 миллиона рейхсмарок. Крейсер, получивший обозначение «проект 53», c 15 апреля по 31 мая был отбуксирован в Ленинград, на Балтийский завод. Вместе с крейсером прибыла инженерная делегация из Германии для продолжения работ. Однако в связи с планировавшейся войной с СССР Германия не желала усиливать своего будущего противника и поэтому всячески затягивала поставку основных комплектующих. Весной 1941 года И. В. Сталин дал поручение председателю Комитета обороны при СНК СССР К. Е. Ворошилову и его доверенному лицу, инженеру-капитану 3-го ранга Грачёву Василию Семёновичу обеспечить поставку комплектующих для крейсера до состояния боеготовности. С этой целью в Берлин была направлена миссия под руководством Грачёва В. С. Особенностью работы миссии была невозможность использования официальных каналов. Было необходимо использовать личные связи. В результате работы миссии Германия поставила на крейсер системы управления артиллерийской стрельбой. К началу Великой Отечественной войны корабль находился в 70 % готовности.

## Великая Отечественная война
15 августа 1941 года на «Петропавловске» был поднят военно-морской флаг и он вступил в состав советского флота (в условно боеготовом состоянии, на самом деле корабль продолжал оставаться недостроенным). Командир — капитан 2 ранга А. Г. Ванифатьев. В начале июля 1941 года из экипажа были сформированы две роты моряков, направленные на сухопутный фронт.
С приближением линии фронта к Ленинграду крейсер применял установленные на нём 4 203-мм орудия по береговым целям.
7 сентября 1941 года «Петропавловск» впервые открыл артиллерийский огонь по немецким войскам, которые приближались к Ленинграду. Артиллеристы не прекращали обстрел врага в течение 11 суток.
11 сентября 1941 года во время боевой стрельбы на 22-м выстреле взрывом снаряда в канале разорвало ствол левого орудия башни A. Точно неизвестно, что могло послужить причиной: заводской брак или же диверсия со стороны Третьего Рейха.
17 сентября 1941 корабль вступил в прямую дуэль с немецкой артиллерией — между ним и немецкими батареями на южном берегу Финского залива было всего 3 километра. Он получил 53 попадания снарядов, из них более 20 — калибра 210 мм. Один из снарядов попал в корпус и вывел из строя единственный источник энергии крейсера — помещение генераторов № 3 (береговая подстанция, поставляющая электроэнергию на корабль, была разрушена немецкой артиллерией накануне). Корабль был вынужден прекратить огонь, на борту возникло несколько пожаров.
Всего же период с 7 сентября до 17 сентября 1941 года крейсер совершил 676 выстрелов и потерял 40 человек из экипажа: 10 убитых и 30 раненых.
17 сентября крейсер из-за принятой в пробоины корпуса забортной воды накренился на левый борт, навалился на причальную стенку и сел на грунт. Орудия были законсервированы, приборы управления огнём и зенитная артиллерия сняты, личный состав переведён в морскую пехоту (известно, что в составе Петергофского десанта погибло 44 моряка с «Петропавловска») и на корабли Ладожской военной флотилии. На крейсере оставались только караул и группа специалистов из состава его экипажа, приступившая к ликвидации повреждений корабля (восстановление генераторов, откачка воды из затопленных помещений, восстановление переборок и вспомогательных механизмов).
Весной 1942 года было принято решение снять корабль с грунта, отремонтировать и вновь ввести в строй его артиллерию. С начала июня на корабле начались работы. 10 сентября была восстановлена водонепроницаемость корпуса корабля.
15 сентября крейсер был обстрелян 150-мм орудиями, но получил всего лишь несколько слабых повреждений. В ночь на 17 сентября 1942 года скрытно для противника корабль был отбуксирован вверх по Неве к стенке завода № 189 для восстановления. Там был произведен ремонт: заварены пробоины, восстановлены основные, вспомогательные механизмы, пожарная, водоотливная и осушительная системы корабля.
30 декабря 1942 года была практически полностью восстановлена боеспособность корабля и он был снова включен в систему обороны Ленинграда. В этот день его артиллерия возобновила огонь по немецким войскам.
С 14 до 21 января 1944 года крейсер принимал активное участие в Красносельско-Ропшинской наступательной операции. Корабль вел огонь по позициям Вермахта на Вороньей Горе, по коммуникациям у Красного Села, по наблюдательным и командным пунктам противника в Киргофе. Всего в этой операции артиллеристами корабля была проведена 31 артиллерийская стрельба и выпущено 1 036 снарядов. Последние залпы на предельной дистанции были выполнены 23 января.
1 сентября 1944 года «Петропавловск» переименовали в «Таллин».

## После войны
После окончания войны было принято решение достроить корабль с использованием узлов и деталей поврежденного Seydlitz.
Летом 1945 года корабль был отбуксирован на завод № 189 для дальнейшей достройки.
Было рассмотрено множество проектов достройки крейсера, и 23 декабря 1949 года было отдано распоряжение на достройку крейсера по проекту 83К, но оно так и не было выполнено.
Из-за высокой цены достройки (191 млн рублей) и необходимости отказа от одного  корабля типа «Свердлов» было принято решение достроить корабль как учебный крейсер, что также не было выполнено.
12 января 1949 года корабль был переклассифицирован в лёгкий крейсер.
11 марта 1953 года корабль был переклассифицирован в несамоходное учебное судно и переименован в «Днепр». 27 декабря 1956 года его переформировали в плавучую казарму «ПКЗ-112».
Приказом от 4 апреля 1958 года корабль был исключён из списков флота и в течение 1959—1960 годов  был разделан на металлолом на заводе «Вторчермета».